# 堀切菖蒲園駅
堀切菖蒲園駅（ほりきりしょうぶえんえき）は、東京都葛飾区堀切五丁目にある、京成電鉄本線の駅である。駅番号はKS07。葛飾区の鉄道駅では最西端に所在する。
同じ堀切と名の付く東武鉄道伊勢崎線（東武スカイツリーライン）の堀切駅は、綾瀬川と荒川を挟んだ足立区内にあり、徒歩で20分ほど離れているため連絡駅ではない。東武スカイツリーラインとの連絡運輸は、隣駅の京成関屋駅と牛田駅の間で行われている。

## 歴史
- 1931年（昭和6年）12月19日：開設。

## 駅構造
相対式ホーム2面2線を有する高架駅。
エレベーターは各ホームに1か所ずつ設置されている（両方共に上野寄り）が、エスカレーターは設置されていない。トイレは改札内2番線ホームに1か所、多機能トイレが改札近くに1か所設置されている。
2002年（平成14年）10月12日ダイヤ改正以前には急行も当駅に停車していたが、これ以降は急行廃止に伴い、普通列車のみ停車となっている。

### のりば
| 番線 | 路線     | 方向 | 行先                                                              |
| ---- | -------- | ---- | ----------------------------------------------------------------- |
| 1    | 京成本線 | 上り | 日暮里・京成上野方面                                              |
| 2    | 京成本線 | 下り | 青砥・京成高砂・京成船橋・ 成田空港・京成千葉方面（京成本線経由） |
| 2    | 京成本線 | 下り | 北総線・ 成田空港方面（成田スカイアクセス線経由）                 |

- 上表路線名は成田空港線（成田スカイアクセス線）開通後の旅客案内名称に基づいている。現地の案内では、2010年7月5日以降直通列車がない「京成金町」も表記されていたが、2010年代半ばの新サインシステム導入に際し削除された。一方で全列車が通過する成田スカイアクセス線についての表記が入るようになった。

## 利用状況
2024年度の1日平均乗降人員は22,096人である。
近年の1日平均乗降・乗車人員の推移は以下の通り。
| 年度               | 1日平均 乗降人員 | 1日平均 乗車人員 | 出典     |
| ------------------ | ---------------- | ---------------- | -------- |
| 1990年（平成02年） |                  | 14,452           | [ * 1 ]  |
| 1991年（平成03年） |                  | 14,432           | [ * 2 ]  |
| 1992年（平成04年） |                  | 14,340           | [ * 3 ]  |
| 1993年（平成05年） |                  | 14,036           | [ * 4 ]  |
| 1994年（平成06年） |                  | 13,575           | [ * 5 ]  |
| 1995年（平成07年） |                  | 13,333           | [ * 6 ]  |
| 1996年（平成08年） |                  | 13,142           | [ * 7 ]  |
| 1997年（平成09年） |                  | 12,858           | [ * 8 ]  |
| 1998年（平成10年） |                  | 12,515           | [ * 9 ]  |
| 1999年（平成11年） |                  | 12,150           | [ * 10 ] |
| 2000年（平成12年） |                  | 11,871           | [ * 11 ] |
| 2001年（平成13年） |                  | 11,622           | [ * 12 ] |
| 2002年（平成14年） | 23,204           | 11,373           | [ * 13 ] |
| 2003年（平成15年） | 22,684           | 11,104           | [ * 14 ] |
| 2004年（平成16年） | 21,702           | 10,701           | [ * 15 ] |
| 2005年（平成17年） | 21,417           | 10,663           | [ * 16 ] |
| 2006年（平成18年） | 21,107           | 10,521           | [ * 17 ] |
| 2007年（平成19年） | 20,963           | 10,503           | [ * 18 ] |
| 2008年（平成20年） | 20,986           | 10,518           | [ * 19 ] |
| 2009年（平成21年） | 20,665           | 10,364           | [ * 20 ] |
| 2010年（平成22年） | 20,208           | 10,129           | [ * 21 ] |
| 2011年（平成23年） | 19,673           | 9,858            | [ * 22 ] |
| 2012年（平成24年） | 19,982           | 10,011           | [ * 23 ] |
| 2013年（平成25年） | 20,304           | 10,175           | [ * 24 ] |
| 2014年（平成26年） | 20,311           | 10,176           | [ * 25 ] |
| 2015年（平成27年） | 20,944           | 10,496           | [ * 26 ] |
| 2016年（平成28年） | 21,599           | 10,816           | [ * 27 ] |
| 2017年（平成29年） | 22,019           | 11,025           | [ * 28 ] |
| 2018年（平成30年） | 22,639           | 11,346           | [ * 29 ] |
| 2019年（令和元年） | 22,589           | 11,321           | [ * 30 ] |
| 2020年（令和02年） | 17,410           | 8,735            |          |
| 2021年（令和03年） | 18,149           | 9,107            |          |
| 2022年（令和04年） | 20,121           | 10,090           |          |
| 2023年（令和05年） | 21,209           | 10,641           |          |
| 2024年（令和06年） | 22,096           | 11,088           |          |

## 駅周辺
- 平和橋通り
- 荒川
- 綾瀬川
- 堀切菖蒲園
- 首都高速中央環状線 小菅出入口
- 東京都下水道局小菅水再生センター（屋上は小菅西公園・小菅東スポーツ公園）
- 堀切地区センター
  - 葛飾区役所堀切区民事務所
- ウェルピアかつしか
- 葛飾堀切郵便局
- 新葛飾病院
  - 葛飾ロイヤルケアセンター（介護老人保健施設）
- 赤札堂堀切店
- リブレ京成 堀切店

## バス路線
最寄バス停留所は、駅前を通る東京都道314号言問大谷田線上の「堀切菖蒲園駅」である。以下の路線が乗り入れており、全て京成バス東京により運行されている。
- 有01（土休日のみ）：亀有駅行 / 浅草寿町行
- 新小51：綾瀬駅行 / 新小岩駅行

## 隣の駅
京成電鉄
 本線
■快速特急・■アクセス特急・■特急・■通勤特急・■快速
通過
■普通
京成関屋駅 (KS06) - 堀切菖蒲園駅 (KS07) - お花茶屋駅 (KS08)